# 7e corps d'armée (Empire allemand)
Pour les articles homonymes, voir 7e corps d'armée.
Le 7e corps d'armée était une unité majeure de l'armée prussienne de 1820 à 1919. 
Le corps a été créé le 3 avril 1820 à partir du commandement général du duché de Westphalie, qui existait depuis octobre 1815. Le commandement général était situé à Münster jusqu'à sa dissolution en 1919 et était subordonné à la IIIème inspection de l'armée jusqu'au début de la Première Guerre mondiale.
En 1892, le terrain d'entraînement militaire de Senne, près de Paderborn, est acquis pour les exercices de tir de combat et les exercices en grandes unités. 

## Histoire

### La guerre austro-prussienne, 1866
Après la déclaration de guerre de la Prusse au royaume de Hanovre le 15 juin 1866, l'armée occidentale (commandement général du VIIe corps d'armée prussien), sous les ordres du général d'infanterie Vogel von Falckenstein, a commencé son avancée sur Hanovre depuis Hambourg (division Manteuffel) et Minden (division Goeben). 
Le général Vogel von Falckenstein avait reçu l'ordre de désarmer au plus vite l'armée hanovrienne qui soutenait l'Autriche. Cependant, le roi George V ayant déjà rassemblé son armée à Göttingen le 15 juin 1866, sa capitale est sans défense. Les Hanovriens quittent la ville avec l'intention de s'unir aux Bavarois venant du sud avant que les Prussiens ne puissent l'atteindre. La "Division Goeben" prussienne est ensuite entrée dans Hanovre sans combat le 16 juin. 
La "Division Manteuffel" formée dans les Duchés de l'Elbe a pu rattraper l'armée hanovrienne sous les ordres du Major Général Arentschildt (de) avec son avant-garde sous les ordres du Général von Flies et les attaquer lors de la bataille de Langensalza le 27 juin. La bataille s'est terminée par une victoire des Hanovriens, mais à ce moment-là, ils étaient encerclés par les troupes prussiennes et incapables de poursuivre le combat en raison de la situation de l'approvisionnement. Après la capitulation du Royaume de Hanovre, le corps fait partie de l'armée principale. 
Dans la bataille de Dermbach le 4 juillet, la "division Goeben" avançant à l'est de la vallée de la Fulda combat avec la "brigade Kummer" (régiments d'infanterie n° 13 et 53) près de Zella contre la division bavaroise Zoller. La division bavaroise Hartmann, qui se trouvait en face de la brigade Wrangel à Roßdorf, n'a pas pu empêcher la perte de Wiesenthal. 
Les forces de Goeben avaient obtenu un succès limité en occupant Wiesenthal et Zella, mais n'avaient pas pu forcer l'ennemi à une retraite générale. L'objectif des Bundesheeres (forces armées autrichiennes), l'unification du VIII. Corps fédéral avec le VIIe Corps fédéral des Bavarois, n'avait pas été atteint. Les premiers, sous les ordres d'Alexandre de Hesse-Darmstadt, se replient sur Francfort, les seconds, sous les ordres du prince Karl de Bavière, se replient sur Kissingen. 
Le général von Falckenstein se tourne vers la Bavière et envoie la "Division Goeben" à Kissingen pour marcher de là vers Schweinfurt. Lors d'une escarmouche le 9 près de Waldfenster, les prisonniers ont déterminé que le corps bavarois était à Kissingen. La "Division Manteuffel" est maintenant envoyée en renfort après celle de Goeben. Lors de la bataille de Kissingen, le 10 juillet, la "division Goeben" a pris Kissingen. La "Division Manteuffel" a d'abord été victorieuse dans la bataille de Friedrichshall, qui a duré plusieurs heures, avant de pouvoir occuper Winkels.
Lorsque Falckenstein reçut du quartier général, le 11 juillet, l'information selon laquelle l'occupation des terres situées au nord du Main serait importante pour les probables négociations d'armistice, il ordonna une marche immédiate vers la droite de l'armée du Main en direction de Francfort. Depuis Lohr, la 13e division d'infanterie renforcée a marché en deux brigades séparées de 6 000 hommes chacune, via Waldaschaff, vers Laufach. La division de Goeben avait déjà été au centre des combats à Dermbach et avait subi de lourdes pertes près de Kissingen. 
La 26e brigade d'infanterie (de) subordonnée a rencontré l'ennemi en action près de Frohnhofen le 13 juillet. Alors que la 25e brigade sous les ordres du major général Kummer n'a pas été engagée dans le combat, la 26e brigade sous les ordres de Wrangel a pu repousser les Hessois sur Aschaffenbourg. Le lendemain, les Hessois, renforcés par une brigade autrichienne, tentent en vain d'empêcher la 13e division de traverser le Main lors de la bataille d'Aschaffenbourg. Avec la traversée du Main, aucun terrain important ne s'oppose aux opérations des troupes prussiennes contre le VIIIe Corps. Le Bundeskorps (corps fédéral) n'est plus confronté à un obstacle majeur sur le terrain. 
Après être entré à Francfort, le général Falckenstein est rappelé comme général commandant l'armée principale le 19 juillet et nommé gouverneur de la Bohême occupée "pour y organiser et y assurer les rations". Le général Edwin von Manteuffel lui succède, et sa division combinée est reprise par le général von Flies. Après que l'armée principale se soit renforcée, l'offensive a repris. La 13e division avance sur Darmstadt, les autres formations à gauche du Main sur Miltenberg. Peu après que la brigade Oldenburg-Hanseatic, commandée par le major général Weltzien, soit arrivée devant Hochhausen, la brigade Wrangel, en tant qu'avant-garde de la 13e division, atteignit la Tauber près de Bischofsheim et rencontra la division Württemberg commandée par le lieutenant général Hardegg dans la bataille près de Tauberbischofsheim. Les Prussiens ont pu repousser les Wurtembergeois grâce à leur puissance de feu supérieure. Pendant ce temps, la division Flies a traversé la Tauber près de Wertheim sans rencontrer de résistance. 
Le matin du 25 juillet, l'armée principale poursuit sa progression vers Wurtzbourg en trois colonnes. Alors que la "Brigade Kummer" marchait depuis Bischofsheim sur la route principale vers Wurtzbourg, la "Brigade Wrangel" assurait la sécurité depuis le flanc droit. Lorsque des tirs nourris sont entendus près de Paimar, Goeben ordonne à la "Brigade Kummer" d'avancer vers Gerchsheim. C'est là que le 8e corps fédéral) s'y était replié. Rencontrant une résistance à cet endroit, la brigade s'est dirigée vers Schönfeld afin d'y attaquer le flanc de l'ennemi dans la soirée. Dans la bataille de Gerchsheim, le Corps fédéral a dû repousser l'attaque de flanc sur son aile gauche et la brigade "Kummer" a eu l'occasion d'occuper Gerchsheim.
La division "Beyer" rencontre l'armée bavaroise en retraite à Helmstadt le 25. Les combats près de Helmstadt se terminent le 26 juillet à Roßbüttelbrunn et Uettingen.
Lors du bombardement d'artillerie de la forteresse de Marienberg, au-dessus de Wurtzbourg, l'armée principale est à nouveau entièrement rassemblée au pied de la montagne. Après la fin des bombardements en fin de journée, des avant-postes ont été postés. Une trêve a été conclue qui a duré jusqu'au 2 août. L'accord de paix avec les Bavarois a suivi le 22 août 1866.

## Général commandant
Le commandement général en tant qu'autorité de commandement du corps d'armée est sous la direction du général commandant.
| Grade                                  | Nom                                         | Date                                                   |
| -------------------------------------- | ------------------------------------------- | ------------------------------------------------------ |
| Generalleutnant                        | Johann von Thielmann                        | 30 octobre 1815 au 2 avril 1820                        |
| Generalleutnant                        | Philipp von Luck und Witten (de)            | 3 avril au 23 mai 1820 (chargé de la direction)        |
| Generalleutnant                        | Heinrich Wilhelm von Horn                   | 24 mai 1820 au 31 octobre 1829                         |
| General der Infanterie                 | Karl von Müffling                           | 28 novembre 1829 au 29 mars 1837                       |
| General der Infanterie                 | Ernst von Pfuel                             | 30 mars 1837 au 1er mars 1848                          |
| General der Kavallerie                 | Karl von der Groeben (de)                   | 2 mars 1848 au 1er juin 1853                           |
| General der Infanterie                 | Ludwig Roth von Schreckenstein              | 2 juin 1853 au 2 juin 1857                             |
| Generalleutnant                        | Eduard von Bonin                            | 3 juin 1857 au 21 novembre 1858                        |
| General der Infanterie                 | Charles-Antoine de Hohenzollern-Sigmaringen | 22 novembre 1858 au 28 juin 1860                       |
| General der Infanterie                 | Karl Eberhard Herwarth von Bittenfeld       | 29 juin 1860 au 20 novembre 1864                       |
| General der Infanterie                 | Eduard Vogel von Falckenstein               | 21 novembre 1864 au 19 juillet 1866                    |
| General der Kavallerie                 | Edwin von Manteuffel                        | 20 juillet 1866 au 29 octobre 1866                     |
| General der Infanterie                 | Heinrich Adolf von Zastrow                  | 30 octobre 1866 au 4 septembre 1871                    |
| General der Kavallerie                 | Guillaume de Stolberg-Wernigerode           | 5 septembre 1871 au 14 avril 1882                      |
| Generalleutnant                        | Karl von Witzendorff (de)                   | 15 avril au 22 novembre 1882 (chargé de la direction)  |
| Generalleutnant/General der Kavallerie | Karl von Witzendorff                        | 23 novembre 1882 au 6 août 1888                        |
| General der Kavallerie                 | Emil von Albedyll                           | 7 août 1888 au 2 juin 1893                             |
| Generalleutnant/General der Infanterie | Robert von Goetze                           | 3 juin 1893 au 4 avril 1898                            |
| Generalleutnant/General der Infanterie | Viktor von Mikusch-Buchberg (de)            | 5 avril 1898 au 12 janvier 1900                        |
| Generalleutnant                        | Ernst von Bülow                             | 27 janvier au 21 juillet 1900 (chargé de la direction) |
| Generalleutnant                        | Ernst von Bülow                             | 22 juillet 1900 au 9 mai 1901                          |
| General der Kavallerie                 | Moritz von Bissing                          | 18 mai 1901 au 11 décembre 1907                        |
| General der Kavallerie                 | Friedrich von Bernhardi                     | 12 décembre 1907 au 10 août 1909                       |
| General der Kavallerie                 | Karl von Einem                              | 11 août 1909 au 11 septembre 1914                      |
| General der Infanterie                 | Eberhard von Claer                          | 12 septembre 1914 au 28 juin 1915                      |
| General der Infanterie                 | Hermann von François                        | 29 juin 1915 au 5 juillet 1918                         |
| Generalleutnant                        | Wilhelm von Woyna                           | 6 juillet 1918 au 17 janvier 1919                      |
| Generalleutnant                        | Oskar von Watter                            | 18 janvier au 1er octobre 1919                         |

## Chef d'état-major
| Nom                                          | Date                                 |
| -------------------------------------------- | ------------------------------------ |
| August von Wolzogen (de)                     | 3 octobre 1815 au 6 mai 1835         |
| Wilhelm von Felden (de)                      | 7 mai 1835 au 4 août 1843            |
| Friedrich von Dankbahr (de)                  | 5 août au 9 novembre 1843            |
| Ferdinand von Kusserow                       | 10 novembre 1843 au 31 mars 1847     |
| Friedrich Leopold Fischer (de)               | 1er avril 1847 au 10 avril 1848      |
| Carl Friedrich Schmidt (de)                  | 11 avril 1848 au 21 décembre 1849    |
| Eduard Leopold von Heister (de)              | 22 décembre 1849 au 17 juillet 1855  |
| Friedrich von Clausewitz                     | 18 juillet au 14 octobre 1855        |
| Karl Julius Kayser (de)                      | 15 octobre 1855 au 5 juin 1857       |
| Albert Theodor Erich (de)                    | 6 juin 1857 au 23 juillet 1861       |
| Otto von Lehwaldt (de)                       | 24 juillet 1861 au 28 janvier 1862   |
| Lütholt Wilhelm Adolf von Kurowski           | 29 janvier 1862 au 4 mars 1863       |
| Alexander von Kraatz-Koschlau                | 5 mars 1863 au 19 juillet 1867       |
| Adolf von Hertzberg                          | 20 juillet 1867 au 17 juillet 1870   |
| Ernst von Unger (de)                         | 18 juillet au 25 décembre 1870       |
| Alexander von Salviati                       | 26 décembre 1870 au 17 juillet 1872  |
| Sigismund von Schlichting                    | 18 juillet 1872 au 26 décembre 1874  |
| Wilhelm Roeder von Diersburg (de)            | 27 décembre 1874 au 13 janvier 1879  |
| Hans von Willisen                            | 14 janvier 1879 au 14 mai 1883       |
| Arthur Friedrich Stieler von Heydekampf (de) | 15 mai 1883 au 14 avril 1884         |
| Bernhard Boie                                | 15 avril 1884 au 11 juillet 1888     |
| Julius Heinrich von Gemmingen-Steinegg       | 12 juillet 1888 au 28 mars 1892      |
| Remus von Woyrsch                            | 29 mars 1892 au 16 février 1894      |
| Otto von Dulitz (de)                         | 17 février 1894 au 17 octobre 1895   |
| Karl von Einem                               | 18 octobre 1895 au 7 octobre 1898    |
| Otto Riemann                                 | 8 octobre 1898 au 21 avril 1902      |
| Hans von Winterfeld                          | 22 avril 1902 au 21 avril 1905       |
| Georg von Waldersee                          | 22 avril 1905 au 26 janvier 1907     |
| Viktor Bausch (de)                           | 27 janvier 1907 au 26 juillet 1908   |
| Ernst von Hoeppner                           | 27 juillet 1908 au 31 septembre 1912 |
| Hans von Wolff                               | 1er octobre 1912 au 6 décembre 1914  |
| Otto von Brandenstein (de)                   | 7 décembre 1914 au 28 avril 1915     |
| Richard von Pawelsz                          | 29 avril 1915 au 16 avril 1917       |
| Walther Arens (de)                           | 17 avril 1917 au 11 avril 1918       |
| Heinrich von dem Hagen                       | 12 avril au 22 août 1918             |
| Joachim von Amsberg (de)                     | 23 août 1918 au 5 janvier 1919       |
| Friedrich von Esebeck                        | 6 janvier au 30 septembre 1919       |